# Tenis de mesa en los Juegos Suramericanos de 2010
Se detallan los resultados de las competiciones deportivas para la especialidad de Tenis de mesa
en los IX Juegos Suramericanos.

## Tenis de mesa
El campeón de la especialidad Tenis de mesa fue  Brasil.

### Medallero
Los resultados del medallero por información de la Organización de los Juegos Medellín 2010
fueron:

#### Medallero Total
País anfitrión en negrilla. La tabla se encuentra ordenada por la cantidad de medallas de oro
| Núm.  | País      | Oro | Plata | Bronce | Total | Orden por Total |
| ----- | --------- | --- | ----- | ------ | ----- | --------------- |
| 1     | Brasil    | 4   | 3     | 2      | 9     | 1               |
| 2     | Argentina | 1   | 2     | 1      | 4     | 3               |
| 3     | Colombia  | 1   | 1     | 3      | 5     | 2               |
| 3     | Venezuela | 1   | 1     | 3      | 5     | 2               |
| 4     | Chile     | 0   | 0     | 3      | 3     | 4               |
| 5     | Ecuador   | 0   | 0     | 2      | 2     | 5               |
| TOTAL | TOTAL     | 7   | 7     | 14     | 28    |                 |

Fuente: Organización de los IX Juegos Suramericanos Medellín 2010

#### Medallero por Género
País anfitrión en negrilla. La tabla se encuentra ordenada por la cantidad de medallas de oro
| Clasificación por Oro | País      | Hombres | Hombres | Hombres | Hombres | Mujeres | Mujeres | Mujeres | Mujeres | Mixtos | Mixtos | Mixtos | Mixtos | TOTAL | Clasificación por Total |
| Clasificación por Oro | País      |         |         |         | Total   |         |         |         | Total   |        |        |        | Total  | TOTAL | Clasificación por Total |
| 1                     | Brasil    | 2       | 1       | 0       | 3       | 1       | 1       | 2       | 4       | 1      | 1      | 0      | 2      | 9     | 1                       |
| 2                     | Argentina | 1       | 2       | 1       | 4       | 0       | 0       | 0       | 0       | 0      | 0      | 0      | 0      | 4     | 3                       |
| 3                     | Colombia  | 0       | 0       | 1       | 1       | 1       | 1       | 1       | 3       | 0      | 0      | 1      | 1      | 5     | 2                       |
| 3                     | Venezuela | 0       | 0       | 2       | 2       | 1       | 1       | 1       | 3       | 0      | 0      | 0      | 0      | 5     | 2                       |
| 4                     | Chile     | 0       | 0       | 0       | 0       | 0       | 0       | 2       | 2       | 0      | 0      | 1      | 1      | 3     | 4                       |
| 5                     | Ecuador   | 0       | 0       | 2       | 2       | 0       | 0       | 0       | 0       | 0      | 0      | 0      | 0      | 2     | 5                       |
| TOTAL                 | TOTAL     | 3       | 3       | 6       | 12      | 3       | 3       | 6       | 12      | 1      | 1      | 2      | 4      | 28    |                         |

Fuente: Organización de los IX Juegos Suramericanos Medellín 2010